# Sabotalärka
Sabotalärka (Calendulauda sabota) är en fågel i familjen lärkor inom ordningen tättingar. Den förekommer i torra buskmarker i södra Afrika. Arten ökar i antal och beståndet anses vara livskraftigt. 

## Utseende och läte
Sabotalärkan är en medelstor streckad lärka. Den har ett tydligt vitt ögonbrynsstreck och tydliga ansiktsteckningar som betonas av en vit halvmåne under ögat och kraftiga mustaschstreck. Det streckade bröstet kontrasterar med rent vitaktigt på strupe och buk. Arten saknar en rostfärgad vingpanel, olikt till exempel isabellalärka, savannlärka och kanellärka. Västliga populationer har kraftigare, längre näbbar. Sången är harmonisk, fyllig och varierad med inslag av härmningar från andra fågelarter.

## Utbredning och systematik
Sabotalärkan förekommer i södra Afrika. Den delas upp i två grupper med nio underarter, med följande utbredning:
- naevia-gruppen
  - Calendulauda sabota naevia – förekommer i nordvästra Namibia
  - Calendulauda sabota herero – förekommer från södra och östra Namibia söderut till nordvästra Kapprovinsen
  - Calendulauda sabota bradfieldi – förekommer i Sydafrika (norra, centrala och östra Kapprovinsen)
- sabota-gruppen
  - Calendulauda sabota plebeja – förekommer i kustnära norra Angola (Cabinda)
  - Calendulauda sabota ansorgei – förekommer i kustnära Angola (Moçamedes till Novo Redondo)
  - Calendulauda sabota sabota – förekommer i östra Botswana, Zimbabwe och östra Sydafrika
  - Calendulauda sabota waibeli – förekommer från norra Namibia (Etosha och Ovamboland) till norra Botswana
  - Calendulauda sabota sabotoides – förekommer i centrala och södra Botswana, västra Zimbabwe och nordcentrala Sydafrika (North West)
  - Calendulauda sabota suffusca – förekommer i sydöstra Zimbabwe, södra Moçambique, nordöstra Sydafrika och Swaziland

Enligt genetiska studier från 2013 är sabotalärkan systerart till artparet rosabröstad lärka och ogadenlärka.

## Levnadssätt
Sabotalärkan hittas i karroobuskmarker och torr savann, företrädesvis i gräsrika områden. Vår och sommar ses hanen sitta sjungande från en hög sittplats.

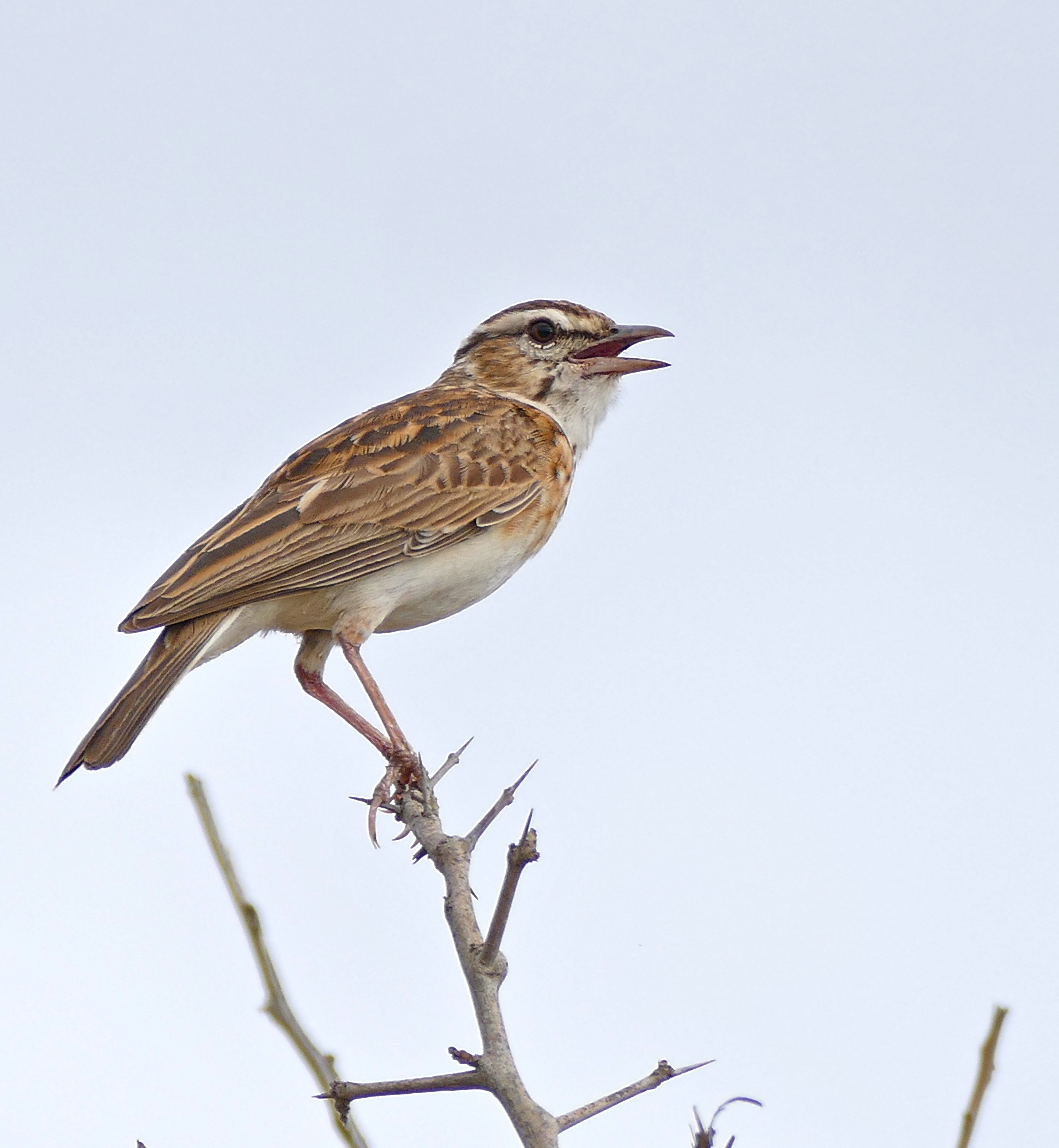

## Status och hot
Arten har ett stort utbredningsområde och en stor population, och tros öka i antal. Utifrån dessa kriterier kategoriserar internationella naturvårdsunionen IUCN arten som livskraftig (LC). Världspopulationen har inte uppskattats men den beskrivs som ganska vanlig till vanlig.

## Namn
Fågelns svenska och vetenskapliga artnamn kommer från sebotha eller sibúthá, Tswana för olika sorters lärkor.